# Wolfram Grajetzki
Wolfram Grajetzki, (né en 1960 à Berlin) est un égyptologue allemand.
Il a étudié à l'université libre de Berlin et a fait son doctorat en philosophie à l'université Humboldt de Berlin. Il a effectué des fouilles en Égypte, mais aussi au Pakistan. Il a publié des articles et plusieurs livres sur le Moyen Empire égyptien, sur l'administration, les coutumes funéraires et les reines. Il est également chercheur au Centre for Advanced Spatial Analysis, University College London, UK, travaillant sur le projet « Digital Egypt for Universities ».

## Publications
- Two Treasurers of the Late Middle Kingdom, (British Archaeological Report S1007) Oxford, 2001  (ISSN 0143-3067) ;
- Burial Customs in Ancient Egypt: Life in Death for Rich and Poor, Duckworth Egyptology, London, 2003  (ISBN 978-0715632178) ;
- Ancient Egyptian Queens: A hieroglyphic Dictionary, Golden House Publications, London, 2005  (ISBN 978-0954721893) ;
- The Middle Kingdom of Ancient Egypt: History, Archaeology and Society, Duckworth Egyptology, London, 2006  (ISBN 978-0715634356) ;
- Death on the Nile: Uncovering the Afterlife of Ancient Egypt,  D Giles Ltd, 2016  (ISBN 978-1907804717) ;
- Court Officials of the Egyptian Middle Kingdom, Duckworth Egyptology, London, 2006,  (ISBN 978-0715637456) (version en italien : Dignitari di corte del Medio Regno, 2020  (ISBN 979-1280007148)) ;
- The Coffin of Zemathor and Other Rectangular Coffins of the Late Middle Kingdom and Second Intermediate Period, Golden House Publications, 2010  (ISBN 978-1906137229) ;
- The People of the Cobra Province in Egypt: A Local History, 4500 to 1500 BC, Oxbow Books, Oxford, 2020  (ISBN 978-1789254211) ;
- The Archaeology of Egyptian Non-Royal Burial Customs in New Kingdom Egypt and Its Empire, 2022  (ISBN 978-1009073509).